# 1. Fußball-Club Magdeburg 2009-2010
Questa voce raccoglie le informazioni riguardanti il 1. Fußball-Club Magdeburg nelle competizioni ufficiali della stagione 2009-2010.

## Stagione
Nella stagione 2009-2010 il Magdeburgo, allenato da Steffen Baumgart e Carsten Müller, concluse il campionato di Regionalliga nord al 6º posto. In Coppa di Germania il Magdeburgo fu eliminato al primo turno dall'Energie Cottbus.

## Rosa
| N. |                      | Ruolo | Calciatore           |
| -- | -------------------- | ----- | -------------------- |
| 1  | Germania (bandiera)  | P     | Matthias Tischer     |
| 2  | Germania (bandiera)  | D     | Silvio Bankert       |
| 3  | Germania (bandiera)  | D     | Christian Prest      |
| 4  | Germania (bandiera)  | C     | Hendrik Großöhmichen |
| 5  | Germania (bandiera)  | C     | Simon Tüting         |
| 6  | Germania (bandiera)  | D     | Andreas Gaebler      |
| 7  | Filippine (bandiera) | A     | Denis Wolf           |
| 8  | Romania (bandiera)   | C     | Catalin Racanel      |
| 9  | Croazia (bandiera)   | A     | Marko Verkic         |
| 10 | Serbia (bandiera)    | A     | Radovan Vujanović    |
| 11 | Germania (bandiera)  | A     | Deniz Sığa           |
| 12 | Germania (bandiera)  | P     | Christian Beer       |
| 13 | Germania (bandiera)  | C     | Moritz Instenberg    |
| 14 | Germania (bandiera)  | D     | Henrik Gallien       |
| 14 | Germania (bandiera)  | C     | Pascal Matthias      |
| 15 | Germania (bandiera)  | D     | René Gewelke         |
| 16 | Germania (bandiera)  | C     | Maximilian Watzka    |

| N. |                     | Ruolo | Calciatore             |
| -- | ------------------- | ----- | ---------------------- |
| 17 | Germania (bandiera) | D     | Marcel Probst          |
| 18 | Germania (bandiera) | C     | Tim Girke              |
| 19 | Germania (bandiera) | D     | Stephan Neumann        |
| 20 | Germania (bandiera) | C     | Daniel Bauer           |
| 21 | Germania (bandiera) | A     | Lars Fuchs             |
| 22 | Germania (bandiera) | C     | Patrick Bartsch        |
| 23 | Germania (bandiera) | C     | Fabian Falkenberg      |
| 23 | Germania (bandiera) | C     | Maik Georgi            |
| 23 | Germania (bandiera) | C     | Hannes Schock          |
| 24 | Germania (bandiera) | C     | Martin Zander          |
| 25 | Germania (bandiera) | D     | Tobias Friebertshäuser |
| 26 | Germania (bandiera) | A     | Maximilian Gerwien     |
| 26 | Germania (bandiera) | A     | Daniel Ujazdowski      |
| 39 | Germania (bandiera) | P     | Franco Flückiger       |
|    | Germania (bandiera) | D     | Fabian Jahnel          |
|    | Germania (bandiera) | C     | Robert Löw             |

## Organigramma societario
Area tecnica
- Allenatore: Carsten Müller
- Allenatore in seconda: Frank Windelband
- Preparatore dei portieri:
- Preparatori atletici:
- Analisi video:

## Calciomercato

### Sessione estiva
| Acquisti | Acquisti           | Acquisti           | Acquisti |
| R.       | Nome               | da                 | Modalità |
| -------- | ------------------ | ------------------ | -------- |
| A        | Lars Fuchs         | Carl Zeiss Jena II |          |
| C        | Patrick Bartsch    | Magdeburgo U19     |          |
| P        | Konstantin Filatow | Magdeburgo II      |          |
| P        | Franco Flückiger   | Magdeburgo U19     |          |
| D        | Andreas Gaebler    | SV Wilhelmshaven   |          |
| A        | Maximilian Gerwien | Magdeburgo U19     |          |
| C        | Moritz Instenberg  | Magdeburgo U19     |          |
| D        | Robert Littmann    | Oldenburg          |          |
| C        | Simon Tüting       | Hansa Rostock      |          |
| A        | Marko Verkic       | Energie Cottbus II |          |
| A        | Denis Wolf         | Rot-Weiß Erfurt    |          |

| Cessioni | Cessioni          | Cessioni       | Cessioni |
| R.       | Nome              | a              | Modalità |
| -------- | ----------------- | -------------- | -------- |
| A        | Najeh Braham      | Erzgebirge Aue |          |
| A        | Christian Reimann | RB Lipsia      |          |
| D        | Daniel Rosin      | RB Lipsia      |          |

### Sessione invernale
| Acquisti | Acquisti | Acquisti | Acquisti |
| R.       | Nome     | da       | Modalità |
| -------- | -------- | -------- | -------- |

| Cessioni | Cessioni           | Cessioni             | Cessioni |
| R.       | Nome               | a                    | Modalità |
| -------- | ------------------ | -------------------- | -------- |
| C        | Marcel Brendel     | BFC Dynamo           |          |
| P        | Konstantin Filatow | Türkiyemspor Berlino |          |
| D        | Robert Littmann    | BFC Dynamo           |          |

## Risultati

### Regionalliga

#### Girone di andata
| Arbitro: | Thomsen |

|              |           |               |
| Wehrendt 82’ | Marcatori | 76’ Vujanović |

| Magdeburgo 14 agosto 2009, ore 19:00 CEST 2ª giornata | Magdeburgo | 0 – 0 referto | Amburgo II | MDCC-Arena (7 926 spett.)\| Arbitro: \| Winkmann \| |
| Arbitro:                                              | Winkmann   |               |            |                                                     |

| Arbitro: | Schößling |

|              |           |  |
| Grossert 85’ | Marcatori |  |

| Arbitro: | Leicher |

|                          |           |                       |
| Vujanović 83’ Watzka 85’ | Marcatori | 38’ Haufe 90’ Freitag |

| Arbitro: | Valentin |

|             |           |                                   |
| Bachmann 4’ | Marcatori | 15’ Fuchs 30’, 35’, 47’ Vujanović |

| Arbitro: | Grudzinski |

|                                                   |           |                    |
| Fuchs 2’ Watzka 25’, 55’ Vujanović 74’ Verkic 90’ | Marcatori | 9’ Wegner 84’ Huke |

| Arbitro: | Aytekin |

|                            |           |                            |
| Ergirdi 54’ Frahn 76’, 83’ | Marcatori | 53’ (aut.) Surma 62’ Fuchs |

| Arbitro: | Hartmann |

|                                             |           |                                    |
| Racanel 7’ (rig.) Fuchs 30’, 84’ Watzka 54’ | Marcatori | 9’ (rig.) Schmiedebach 86’ Boachie |

| Arbitro: | Steuer |

|              |           |            |
| Schubert 57’ | Marcatori | 75’ Watzka |

| Arbitro: | Stein |

|                      |           |                 |
| Fuchs 29’ Zander 44’ | Marcatori | 33’ Scheinpflug |

| Arbitro: | Wijnen |

|  |           |                                     |
|  | Marcatori | 12’ Vujanović 41’ Watzka 79’ Probst |

| Arbitro: | Gagelmann |

|                                |           |  |
| Tüting 5’ Fuchs 73’ Watzka 86’ | Marcatori |  |

| Arbitro: | Gräfe |

|             |           |               |
| Richter 38’ | Marcatori | 53’ Vujanović |

| Arbitro: | Wagner |

|                              |           |              |
| Fuchs 22’, 81’ Vujanović 33’ | Marcatori | 49’ Könnecke |

| Arbitro: | Stegemann |

|            |           |  |
| Dreyer 56’ | Marcatori |  |

| Arbitro: | Willenborg |

|                                                            |           |  |
| Vujanović 12’, 49’ Fuchs 40’, 57’ Zander 51’ Sığa 67’, 82’ | Marcatori |  |

| Arbitro: | Dietz |

|                   |           |  |
| Müller 90’ (rig.) | Marcatori |  |

#### Girone di ritorno
| Arbitro: | Siebert |

|               |           |  |
| Vujanović 31’ | Marcatori |  |

| Arbitro: | Heitmann |

|             |           |                     |
| Bertram 90’ | Marcatori | 24’ Friebertshäuser |

| Arbitro: | Weickenmeier |

|               |           |               |
| Vujanović 43’ | Marcatori | 65’ Teichmann |

| Arbitro: | Schmickartz |

|            |           |  |
| Becker 15’ | Marcatori |  |

| Arbitro: | Zwayer |

|  |           |                |
|  | Marcatori | 49’ Zimmermann |

| Arbitro: | Waschitzki-Günther |

|          |           |                       |
| Bärje 4’ | Marcatori | 65’ Tüting 68’ Watzka |

| Arbitro: | Schriever |

|  |           |           |
|  | Marcatori | 15’ Frahn |

| Arbitro: | Hösel |

|                                                             |           |           |
| Ghasemi-Nobakht 22’, 23’ (rig.) Gaudian 37’ Schlaudraff 61’ | Marcatori | 42’ Fuchs |

| Arbitro: | Gräfe |

|  |           |             |
|  | Marcatori | 38’ Neubert |

| Arbitro: | Schmickartz |

|              |           |               |
| Karabulut 3’ | Marcatori | 41’ Vujanović |

| Arbitro: | Brauer |

|           |           |  |
| Fuchs 46’ | Marcatori |  |

| Arbitro: | Rohde |

|                            |           |  |
| Stephan 16’, 80’ Knoll 32’ | Marcatori |  |

| Arbitro: | Trautmann |

|           |           |  |
| Fuchs 23’ | Marcatori |  |

| Arbitro: | Brand |

|            |           |  |
| Yılmaz 85’ | Marcatori |  |

| Arbitro: | Athanassiadis |

|                                         |           |  |
| Fuchs 30’ Verkic 60’, 67’, 80’ Wolf 70’ | Marcatori |  |

| Arbitro: | Thielert |

|                                |           |                                                   |
| Özgöz 31’ (rig.), 70’ Beil 62’ | Marcatori | 12’ Vujanović 55’ Falkenberg 80’ Fuchs 86’ Zander |

| Arbitro: | Bornhöft |

|          |           |          |
| Wolf 40’ | Marcatori | 9’ Gasch |

### Coppa di Germania
| Arbitro: | Steinhaus-Webb |

|            |           |                           |
| Tüting 44’ | Marcatori | 4’ Jula 37’ Shao 82’ Radu |

## Statistiche

### Statistiche di squadra
| Competizione      | Punti | In casa | In casa | In casa | In casa | In casa | In casa | In trasferta | In trasferta | In trasferta | In trasferta | In trasferta | In trasferta | Totale | Totale | Totale | Totale | Totale | Totale | DR  |
| Competizione      | Punti | G       | V       | N       | P       | Gf      | Gs      | G            | V            | N            | P            | Gf           | Gs           | G      | V      | N      | P      | Gf     | Gs     | DR  |
| ----------------- | ----- | ------- | ------- | ------- | ------- | ------- | ------- | ------------ | ------------ | ------------ | ------------ | ------------ | ------------ | ------ | ------ | ------ | ------ | ------ | ------ | --- |
| Regionalliga nord | 51    | 17      | 10      | 4       | 3       | 36      | 13      | 17           | 4            | 5            | 8            | 21           | 25           | 34     | 14     | 9      | 11     | 57     | 38     | +19 |
| Coppa di Germania | -     | 1       | 0       | 0       | 1       | 1       | 3       | 0            | 0            | 0            | 0            | 0            | 0            | 1      | 0      | 0      | 1      | 1      | 3      | -2  |
| Totale            | 51    | 18      | 10      | 4       | 4       | 37      | 16      | 17           | 4            | 5            | 8            | 21           | 25           | 35     | 14     | 9      | 12     | 58     | 41     | +17 |

### Andamento in campionato
| Giornata  | 1 | 2 | 3  | 4  | 5 | 6 | 7  | 8 | 9 | 10 | 11 | 12 | 13 | 14 | 15 | 16 | 17 | 18 | 19 | 20 | 21 | 22 | 23 | 24 | 25 | 26 | 27 | 28 | 29 | 30 | 31 | 32 | 33 | 34 |
| --------- | - | - | -- | -- | - | - | -- | - | - | -- | -- | -- | -- | -- | -- | -- | -- | -- | -- | -- | -- | -- | -- | -- | -- | -- | -- | -- | -- | -- | -- | -- | -- | -- |
| Luogo     | T | C | T  | C  | T | C | T  | C | T | C  | T  | C  | T  | C  | T  | C  | T  | C  | T  | C  | T  | C  | T  | C  | T  | C  | T  | C  | T  | C  | T  | C  | T  | C  |
| Risultato | N | N | P  | N  | V | V | P  | V | N | V  | V  | V  | N  | V  | P  | V  | P  | V  | N  | N  | P  | P  | V  | P  | P  | P  | N  | V  | P  | V  | P  | V  | V  | N  |
| Posizione | 7 | 9 | 14 | 13 | 9 | 7 | 11 | 9 | 8 | 6  | 6  | 5  | 4  | 4  | 5  | 5  | 5  | 5  | 5  | 5  | 5  | 5  | 5  | 5  | 5  | 6  | 6  | 6  | 7  | 6  | 7  | 6  | 6  | 6  |

Legenda:

Luogo: C = Casa; T = Trasferta. Risultato: V = Vittoria; N = Pareggio; P = Sconfitta.

### Statistiche dei giocatori
| Giocatore          | Regionalliga nord | Regionalliga nord | Regionalliga nord | Regionalliga nord | Coppa di Germania | Coppa di Germania | Coppa di Germania | Coppa di Germania | Totale   | Totale | Totale      | Totale     |
| Giocatore          | Presenze          | Reti              | Ammonizioni       | Espulsioni        | Presenze          | Reti              | Ammonizioni       | Espulsioni        | Presenze | Reti   | Ammonizioni | Espulsioni |
| ------------------ | ----------------- | ----------------- | ----------------- | ----------------- | ----------------- | ----------------- | ----------------- | ----------------- | -------- | ------ | ----------- | ---------- |
| S. Bankert         | 25                | 0                 | 4                 | 2                 | 1                 | 0                 | 0                 | 0                 | 26       | 0      | 4           | 2          |
| P. Bartsch         | 7                 | 0                 | 0                 | 1                 | 0                 | 0                 | 0                 | 0                 | 7        | 0      | 0           | 1          |
| D. Bauer           | 16                | 0                 | 4                 | 1                 | 1                 | 0                 | 1                 | 0                 | 17       | 0      | 5           | 1          |
| C. Beer            | 0                 | 0                 | 0                 | 0                 | 0                 | 0                 | 0                 | 0                 | 0        | 0      | 0           | 0          |
| M. Brendel         | 3                 | 0                 | 0                 | 0                 | 0                 | 0                 | 0                 | 0                 | 3        | 0      | 0           | 0          |
| F. Falkenberg      | 1                 | 1                 | 0                 | 0                 | 0                 | 0                 | 0                 | 0                 | 1        | 1      | 0           | 0          |
| F. Flückiger       | 0                 | 0                 | 0                 | 0                 | 0                 | 0                 | 0                 | 0                 | 0        | 0      | 0           | 0          |
| T. Friebertshäuser | 11                | 1                 | 5                 | 0                 | 0                 | 0                 | 0                 | 0                 | 11       | 1      | 5           | 0          |
| L. Fuchs           | 28                | 16                | 5                 | 1                 | 0                 | 0                 | 0                 | 0                 | 28       | 16     | 5           | 1          |
| A. Gaebler         | 24                | 0                 | 3                 | 0                 | 1                 | 0                 | 0                 | 0                 | 25       | 0      | 3           | 0          |
| H. Gallien         | 2                 | 0                 | 0                 | 0                 | 0                 | 0                 | 0                 | 0                 | 2        | 0      | 0           | 0          |
| M. Georgi          | 3                 | 0                 | 0                 | 0                 | 0                 | 0                 | 0                 | 0                 | 3        | 0      | 0           | 0          |
| M. Gerwien         | 1                 | 0                 | 0                 | 0                 | 0                 | 0                 | 0                 | 0                 | 1        | 0      | 0           | 0          |
| R. Gewelke         | 7                 | 0                 | 0                 | 0                 | 0                 | 0                 | 0                 | 0                 | 7        | 0      | 0           | 0          |
| T. Girke           | 1                 | 0                 | 1                 | 0                 | 0                 | 0                 | 0                 | 0                 | 1        | 0      | 1           | 0          |
| P. Glage           | 1                 | 0                 | 0                 | 0                 | 0                 | 0                 | 0                 | 0                 | 1        | 0      | 0           | 0          |
| H. Großöhmichen    | 2                 | 0                 | 0                 | 0                 | 0                 | 0                 | 0                 | 0                 | 2        | 0      | 0           | 0          |
| M. Instenberg      | 9                 | 0                 | 1                 | 0                 | 0                 | 0                 | 0                 | 0                 | 9        | 0      | 1           | 0          |
| F. Jahnel          | 1                 | 0                 | 0                 | 0                 | 0                 | 0                 | 0                 | 0                 | 1        | 0      | 0           | 0          |
| R. Littmann        | 8                 | 0                 | 0                 | 0                 | 1                 | 0                 | 0                 | 0                 | 9        | 0      | 0           | 0          |
| R. Löw             | 1                 | 0                 | 0                 | 0                 | 0                 | 0                 | 0                 | 0                 | 1        | 0      | 0           | 0          |
| P. Matthias        | 8                 | 0                 | 1                 | 0                 | 0                 | 0                 | 0                 | 0                 | 8        | 0      | 1           | 0          |
| S. Neumann         | 33                | 0                 | 8                 | 0                 | 1                 | 0                 | 0                 | 0                 | 34       | 0      | 8           | 0          |
| C. Prest           | 22                | 0                 | 6                 | 1                 | 1                 | 0                 | 0                 | 0                 | 23       | 0      | 6           | 1          |
| M. Probst          | 22                | 1                 | 1                 | 0                 | 0                 | 0                 | 0                 | 0                 | 22       | 1      | 1           | 0          |
| C. Racanel         | 27                | 1                 | 3                 | 0                 | 1                 | 0                 | 0                 | 0                 | 28       | 1      | 3           | 0          |
| H. Schock          | 1                 | 0                 | 0                 | 0                 | 0                 | 0                 | 0                 | 0                 | 1        | 0      | 0           | 0          |
| D. Sığa            | 17                | 2                 | 2                 | 0                 | 1                 | 0                 | 0                 | 0                 | 18       | 2      | 2           | 0          |
| M. Tischer         | 34                | 0                 | 1                 | 0                 | 1                 | 0                 | 0                 | 0                 | 35       | 0      | 1           | 0          |
| S. Tüting          | 32                | 2                 | 5                 | 0                 | 1                 | 1                 | 0                 | 0                 | 33       | 3      | 5           | 0          |
| D. Ujazdowski      | 2                 | 0                 | 0                 | 0                 | 0                 | 0                 | 0                 | 0                 | 2        | 0      | 0           | 0          |
| M. Verkic          | 14                | 4                 | 0                 | 0                 | 1                 | 0                 | 0                 | 0                 | 15       | 4      | 0           | 0          |
| R. Vujanović       | 29                | 15                | 7                 | 0                 | 1                 | 0                 | 0                 | 0                 | 30       | 15     | 7           | 0          |
| M. Watzka          | 30                | 8                 | 5                 | 0                 | 1                 | 0                 | 0                 | 0                 | 31       | 8      | 5           | 0          |
| D. Wolf            | 9                 | 2                 | 0                 | 0                 | 0                 | 0                 | 0                 | 0                 | 9        | 2      | 0           | 0          |
| M. Zander          | 30                | 3                 | 4                 | 0                 | 1                 | 0                 | 1                 | 0                 | 31       | 3      | 5           | 0          |